# Cato starší
Marcus Porcius Cato (234–149 př. n. l.), známý také jako Cato starší, případně Cato Censorius, byl přední římský senátor, řečník a spisovatel.
Pocházel z poměrně skromného, plebejského rodu z města Tusculum. Jako voják se vyznamenal za druhé punské války. V jejím závěru zahájil svoji výjimečně úspěšnou politickou kariéru, v níž ho podporoval urozený Lucius Valerius Flaccus. Společně s ním zastával v roce 195 př. n. l. konzulát a v roce 184 př. n. l. cenzuru. Ve funkci konzula vedl vítězné tažení proti odbojným kmenům v Hispánii, za což se mu v Římě dostalo triumfu. V roce 191 př. n. l. se podílel na vítězství nad seleukovským králem Antiochem III. v bitvě u Thermopyl. Své silně konzervativní názory prosazoval v úřadu cenzora, kdy bojoval zejména proti přepychu a rozmařilosti vyšších římských vrstev. Jako přísný obhájce starobylých mravů se stavěl proti vzrůstajícímu vlivu řecké kultury. V politice se opakovaně střetával s Hannibalovým přemožitelem Scipionem Africanem a přivodil jeho pád. Navzdory nepřátelství části nobility se Cato postupem let domohl pozice jednoho z nejváženějších členů římského senátu. V pokročilém věku navštívil Kartágo a znepokojen obnovenou prosperitou bývalého nepřítele soustavně vyzýval k jeho zničení (Carthago delenda est). Zemřel nedlouho po vypuknutí třetí punské války.
Cato dosáhl značného věhlasu svou výmluvností. Zasloužil se rovněž o rozvoj latinské prózy a je považován za jejího zakladatele. Jeho dílo Počátky (Origines) představuje první latinsky psané dějiny Říma. V úplnosti se ale dochoval pouze jeho spis O zemědělství (De agri cultura).

## Život

### Původ, mládí a vojenská služba
Cato se narodil v roce 234 př. n. l. v latinském městě Tusculum, přičemž náležel k plebejskému rodu Porciů. Jeho rodina nepatřila k římské aristokracii a nebyla ani nijak zámožná. Svého otce Marka popsal Cato jako poctivého a statečného muže. Vyzdvihoval také odvahu svého praděda, který v boji přišel o pět válečných koní a obdržel za to náhradu ze státní pokladny. Někteří historikové z toho dovozují, že jeho praděd mohl být členem jezdeckého stavu. Jedince postrádající urozený původ nazývali Římané novými lidmi (homines novi). Sám Cato připouštěl, že nikdo z jeho předků nezastával žádný z úřadů, připomínal ale jejich četné zásluhy.
Mládí strávil na otcovských statcích v sabinském kraji. Plútarchos uvádí, že nedaleko se nalézal dům obývaný kdysi Maniem Curiem Dentatem, někdejším trojnásobným konzulem lhostejným k majetku. Cato tam často chodíval a podle Dentatova vzoru se snažil žít prostý a skromný život. V mládí neoplýval bohatstvím a nevýbal se ani tvrdé práci na svých polích. Později rozmnožil své jmění vkládáním peněz do aktiv přinášejících jistý zisk, jako byly rybníky, teplé prameny, výnosné pastviny a lesy.
Během druhé punské války vstoupil ve věku sedmnácti let do armády. Stalo se tak zřejmě při mimořádných odvodech konaných po porážce v bitvě u Kann v roce 216 př. n. l., kdy kartaginský vojevůdce Hannibal pustošil Itálii. Cato si počínal neohroženě a vyznamenal se v četných bojích. V pozdějších válkách v Hispánii a Řecku si vydobyl reputaci vynikajícího velitele (summus imperator). V roce 214 př. n. l. sloužil v Kampánii, patrně pod Markem Claudiem Marcellem. Jako vojenský tribun ho doprovázel při tažení na Sicílii. V roce 209 př. n. l. se ve vojsku Quinta Fabia Maxima podílel na znovudobytí Tarenta. Za svůj přínos k vítězství v bitvě u Metauru v roce 207 př. n. l. obdržel pochvalu. Služba v armádě poskytla Catonovi příležitost navázat blízký osobní kontakt s mnoha vlivnými lidmi a umožnila mu uskutečnit své politické ambice.

### Politický vzestup
Vojenská zdatnost otevřela Catonovi dveře do politiky, k čemuž mu významnou měrou dopomohl i mimořádný řečnický talent. Svoji výmluvnost rozvíjel a zdokonaloval, když vystupoval jako obhájce v menších obcích a městech. Touto činností získal mnoho přátel a rozšířil řady svých klientů. V počátcích své veřejné dráhy se mu pravděpodobně dostalo pomoci ze strany některých vzdálenějších příbuzných. Prakticky ve stejné době, kdy vstoupil do politiky, pronikli do římské aristokracie i další dva zástupci rodu Porciů. Podstatně důležitější a pro Catonovu kariéru určující se ukázala podpora senátora Lucia Valeria Flakka, pocházejícího z velmi starého a vznešeného rodu. Právě on přesvědčil Catona, aby opustil venkov a odstěhoval se do Říma. Flaccus se stal jeho patronem a jejich vztah se vyvinul v přátelství. S jeho přispěním stoupal Cato rychle a bez zaváhání po jednotlivých příčkách posloupnosti úředních hodností (cursus honorum). Jejich spojenectví lze doložit i z obdobného průběhu jejich kariér, neboť ve stejném roce zastávali konzulát a sloužili jako vojenští tribunové v Řecku za války s Antiochem. Cato se rovněž aktivně zasazoval o to, aby byl Flaccus jeho kolegou v úřadu cenzora.
V roce 204 př. n. l. se Cato stal quaestorem, načež ho přidělili k vojevůdci Publiu Corneliu Scipionovi, chystajícímu se do Afriky proti Kartágincům. Během přípravy vojska na Sicílii mělo prý mezi oběma muži dojít k rozepři. Podle Plútarcha vnímal Cato s nechutí Scipionovu slabost pro divadlo a nošení řeckého oděvu a kritizoval ho, že narušuje morálku vojáků jejich přehnaně štědrým odměňováním. Poté se měl vrátit ze Sicílie a společně s Quintem Fabiem Maximem si měl v senátě stěžovat na Scipionovu rozmařilost a náklonnost k řecké kultuře. Novodobí historikové pochybují o tom, že by quaestor mohl svévolně opustit přidělenou funkci. Považují proto roztržku za smyšlenou, čemuž nasvědčuje i skutečnost, že ji ostatní prameny nezmiňují. Cato choval patrně nemalé výhrady ke Scipionovým metodám a způsobu života, což se odrazilo i v jejich pozdějším konfliktu. Navzdory tomu s ním táhl do Afriky a posléze se vydal na Sardinii. Odtud přivedl do Říma básníka Quinta Ennia.
V roce 202 př. n. l. se plebejští aedilové museli vzdát úřadu kvůli procedurálním chybám při svém zvolení. V souvislosti s tím pronesl Cato jednu ze svých prvních veřejných řečí De aedilibus vitio creatis. Další projev měl Cato pronést při příležitosti svého ustanovení aedilem v roce 199 př. n. l. Při zastávání tohoto úřadu musel se svým kolegou opakovat konání Plebejských her (ludi Plebeii). Za své úsilí se dočkal odměny v podobě zvolení praetorem pro následující rok. Praeturu vykonával na Sardinii, kde jako správce provincie zajišťoval zásobování vojska v Řecku potravinami a ošacením. Vedle toho nechal z ostrova vyhnat všechny lichváře. Za svého působení na Sardinii dával Cato ostentativně najevo svoji hospodárnost kombinovanou s odměřeností:
Nikdy nežádal od státu peníze na úhradu svých výdajů, služební cesty do jednotlivých měst konal bez povozu pěšky, provázel ho jediný otrok, který mu nesl oděv a obětní misku. V tomto ohledu vystupoval vůči poddaným v provinciích shovívavě a prostě, ale na druhé straně opět v jiných případech zachovával důstojnost a přísnost: na soudě byl neúprosný, v plnění nařízení vyplývajících z úřední moci byl důsledný a bezohledný, takže se provinciálové římské vlády nikdy více neobávali ani ji více nemilovali.
V průběhu 2. století př. n. l. byly vydány tři samostatné zákony leges Porciae rozšiřující právo římských občanů podat odvolání (provocatio) proti rozhodnutí úředníků o trestu smrti nebo bití. Třebaže nemáme informace o datu přijetí těchto zákonů ani o jejich původcích, zdá se, že Cato mohl být autorem některého z nich, nebo se alespoň přičinil o jeho schválení.

### Konzulát

#### Lex Oppia
Cato a jeho přítel Flaccus byli zvoleni konzuly pro rok 195 př. n. l. Krátce poté, co nastoupili úřad, se v Římě rozhořel vážný politický spor ohledně zrušení Oppiova zákona (lex Oppia). Tento právní předpis z roku 215 př. n. l. stanovil, že žádná žena neměla mít na sobě více než půl unce zlata, nesměla nosit pestrobarevné šaty, ani se nechat vézt po městě a jeho okolí ve voze taženém dvojspřežím. Návrh tribunů lidu Marka Fundania a Lucia Valeria na jeho zrušení se setkal s odporem mnoha občanů. Další dva tribunové Marcus a Publius Juniové Brutové prohlásili, že v zájmu zachování zákona užijí práva veta. Veřejnost se vzápětí rozdělila v názoru na to, zda předpis zrušit, nebo ponechat v platnosti. Ulice zaplnily zástupy žen horlivě se domáhajících odstranění restrikcí a poukazujících na to, že ekonomické důvody pro jeho zachování pominuly skončením druhé punské války. Obsadily dokonce všechny vstupy do domu Brutů a neodešly, dokud tribunové nezměnili své odmítavé stanovisko. Když stáhli svoji hrozbu veta, lidové shromáždění Oppiův zákon zrušilo.
Do vzrušené debaty se vahou své konzulské autority zapojil také Cato, profilující se jako rezolutní zastánce lex Oppia. Livius uvádí dva projevy: Catonovu obhajobu zákona a ráznou odpověď tribuna Lucia Valeria. Novodobí historikové nepovažují zaznamenané znění ani jednoho z nich za autentické. Cato údajně varoval před rovnoprávností mužů a žen a zejména před zálibou žen v přepychu, povzbuzujícím marnotratnost. Ať už se jedná o pouhou fabulaci, či nikoli, Catonova intervence ve prospěch zákona ukazuje, že už v této době ho znepokojoval rostoucí přepych a vehementně podporoval jeho omezování.

#### Velení v Hispánii
Los přiřkl Catonovi jako jeho úřední působiště Přední Hispánii. Liviovo dílo obsahuje pozoruhodně podrobný popis jeho vojenských operací v provincii. Po jazykové i faktické stránce se nápadně shoduje s dochovanými fragmenty Catonovy řeči o svém konzulátu (De consulatu suo) a patrně je převzat z tohoto projevu a z Počátků. K Liviově mimořádně příznivému hodnocení jeho činů je tedy třeba přistupovat se značnou obezřetností. Ostatně v jiné souvislosti Plútarchos otevřeně uvádí, že Cato nešetřil sebechválou a nevyhýbal se zjevné chlubivosti.
V Přední Hispánii vypuklo v roce 197 př. n. l. rozsáhlé povstání místních kmenů proti nedávno nastolené římské nadvládě. Tamější správce praetor Gaius Sempronius Tuditanus utrpěl vážnou porážku a v důsledku utrpěných zranění zanedlouho zemřel. Jelikož Římané udrželi na sever od řeky Ebro ve své moci pouze několik měst na pobřeží, uchýlil se senát k mimořádnému opatření a rozhodl o vyslání jednoho z konzulů do Hispánie. K potlačení Hispánů obdržel Cato vojsko sestávající ze dvou legií, 15 000 spojeneckých pěšáků, 800 jezdců a 20 válečných lodí. Vzhledem k velikosti výpravy zabrala její příprava nějaký čas a teprve v průběhu dubna shromáždil Cato expediční síly v přístavu Luna.
Zřejmě ve druhé polovině května se Římané vylodili ve městě Emporiae (Empúries), nacházejícímu se na úpatí Pyrenejí. Záhy poté se ke konzulovi dostavili vyslanci spojeneckého kmene Ilergetů se žádostí o pomoc. Cato nechtěl rozdělit své vojsko, nemohl ale odmítnout spojence a riskovat jejich odpadnutí. Předstíral proto, že se chystá podniknout tažení, nicméně po odchodu vyslanců povolal své muže zpět. Dříve, než se pustil do boje, podrobil vojáky tvrdému výcviku. Propustil také římské obchodníky, zásobující armádu potravinami a ošacením, neboťsi hodlal opatřit vše potřebné od nepřátel. Během obratně provedeného nočního pochodu se dostal s 20 000 muži do týlu hispánského vojska a odřízl mu ústupovou cestu. V nastalé bitvě Hispánové odvrátili počáteční nápor římského jezdectva, načež tři kohorty obešly jejich linie a vyvolaly v nich zmatek. Jakmile Římané zahnali své protivníky na útěk, Cato přikázal záložní legii dobýt nepřátelský tábor, čímž dokonal zkázu Hispánů. Vítězství v bitvě u Emporií přimělo okolní kmeny, aby se opět poddaly Římanům. Konzul pak rozeslal místním obcím dopisy, v nichž jim pod pohrůžkou zničení nařizoval zbourat své hradby. Protože jim dopisy nechal doručit ve stejný den, nemohly se mezi sebou poradit a raději hrozbě vyhověly. Plútarchos cituje Catonovo vyjádření, že za svého nedlouhého působení v Hispánii si podrobil více měst, než kolik dní tam strávil.
Sotva zpacifikoval oblast severně od Ebra, vyslyšel žádost pratora Publia Manlia, tísněného vzbouřenými Turdetány a jejich keltiberskými žoldnéři, a vyrazil na jih. Hispánové zaujímali velice dobře hájitelné místo a odmítali se s Římany střetnout. Cato se pokusil zvrátit poměr sil tím, že Keltiberům nabídl dvojnásobný žold, pokud změní strany. Když na to nereagovali, vydal se s několika lehce ozbrojenými kohortami rychlým pochodem k městu Segontia (Sigüenza), v němž uložili své věci. Ani tím je však nevyprovokoval k akci. Potom přenechal Manliovi většinu svého vojska a se sedmi kohortami zamířil zpět za Ebro. Někteří badatelé se domnívají, že vytáhl k městu Numantia. Nezdá se ale příliš pravděpodobné, že by s tak nepatrným vojskem zaútočil na tuto pevnost. Zatímco se marně potýkal s Keltibery, využily kmeny Lacetanů a Bergistánů jeho nepřítomnosti na severu k obnovení povstání. Za vydatného přispění spojeneckých Suessetánů se rychle vypořádal s Lacetany. Pak se zmocnil sídla Bergistánů a jeho obyvatele prodal do otroctví. Nakonec uvalil vysoké daně na železné a stříbrné doly a znatelně tím zvýšil příjmy Říma plynoucí z Hispánie.

### Triumfální návrat
Senát ocenil Catonovy úspěchy v Hispánii konáním třídenních děkovných slavností a odhlasoval mu triumf. Při té příležitosti pronesl Cato další ze svých projevů, v němž zdůraznil mimořádné obtíže, s nimiž se musel on a jeho vojáci potýkat, a neopomenul vyzdvihnout svoji šetrnost při výkonu úřadu. Do státní pokladny přivezl bohatou kořist, včetně výnosu z hispánských dolů, a štědře podaroval své vojáky. Získané prostředky postačovaly i na vybudování svatyně zasvěcené bohyni Vítězné panně (Victoria Virgo). Veřejným uznáním svých zásluh si Cato vydobyl pozici jednoho z předních mužů ve státě. Jeho přehnaně optimistické vylíčení situace v Hispánii přimělo senát, aby rozpustil vojsko, což ale vedlo k novému povstání. Cato zjevně přecenil úplnost svého vítězství a nesprávně odhadl míru odhodlání tamních kmenů pokračovat v odboji.
Plútarchos a Nepos uvádějí, že v době, kdy Cato pobýval v provincii, chtěl Scipio, těšící se od svého vítězství nad Kartágem přízvisku Africanus, zabránit jeho dalším úspěchům a usiloval o převzetí velení. Africanus se měl dokonce stát Catonovým nástupcem a podrobit ho kritice za to, že nechal popravit 600 římských dezertérů. Ve skutečnosti se Africanus do Hispánie nevydal. Oba autoři nejspíše zaměnili Africana a jeho bratrance Publia Cornelia Scipiona Nasiku, působícího jako správce Zadní Hispánie v roce 194 př. n. l.
V letech 194 až 193 př. n. l. sloužil Cato jako legát pod Tiberiem Semproniem Longem během vítězného tažení proti Bojům a Ligurům v Předalpské Galii. Na přelomu let 192 a 191 př. n. l. se vyslovil proti zmírnění zákazu lichvy, navrhovanému Juniovým zákonem.

### Tažení v Řecku
Na podzim 192 př. n. l. připlul král Antiochos III., vládce seleukovské říše, s vojskem do Řecka. Tím ohrozil zájmy Říma a jeho řeckých spojenců a zapletl se s nimi do války. Na králově dvoře se navíc zdržoval Hannibal, někdejší úhlavní římský nepřítel. V roce 191 př. n. l. se v Řecku vylodily legie pod velením konzula Mania Acilia Glabriona. V jeho doprovodu se nacházeli přinejmenším čtyři konzulárové, včetně Catona a Flakka. Oba vykonávali funkci vojenských tribunů, hodnost poněkud neobvyklá pro bývalé konzuly. Glabrio se snažil zajistit, aby řecké obce vybízené Antiochem ke změně stran nevyslyšely královy výzvy. Zatímco římská armáda pomalu postupovala z Apollonie do Thesálie, navštívil Cato několik řeckých měst, jmenovitě Korint, Patry a Aigion. Nakonec dorazil do Athén a promluvil latinsky k jejich obyvatelům. Antiochos rozesílal řeckým obcím dopisy, v nichž je žádal o podporu. Královo počínání Cato ironicky okomentoval, že vede válku perem a inkoustem. Za svého pobytu v Athénách se blíže seznámil s místními poměry a zvyklostmi, načež se připojil k římskému vojsku, táhnoucímu Thesálií vstříc králi.
Protože Antiochovy vlastní síly početně zaostávaly za Římany, stáhl se k soutěsce Thermopyly, skýtající mimořádně výhodné obranné postavení. Její slabina spočívala v možnosti provedení obchvatu přes přilehlé hory. Na jejích vrcholcích střežily přístupové cesty tři pevnosti, držené aitólskými spojenci krále. V noci před zahájením útoku vyslal Glabrio proti Aitólům dva oddíly po 1000 mužích. První z nich nedosáhl svého cíle, avšak druhý oddíl, v jehož čele stál Cato, zdárně vypudil Aitóly z pevnosti Kallidromos. Odvážný výpad, vedený samotným velitelem, přinutil spící obránce k bezhlavému úprku a obnažil Antiochovo křídlo. Prameny uvádějí, že bitva u Thermopyl se vyvíjela ve prospěch krále, dokud se v jeho týlu neobjevili Catonovi muži. Později se Cato nezdráhal tvrdit, že jeho akce rozhodla o Antiochově porážce. Krátce po bitvě ho Glabrio poslal do Říma, aby podal senátu zprávu o vítězství. Cato nepochybně využil příležitosti a přisvojil si velký díl slávy, čímž dále upevnil své prominentní postavení.

### Spory s rivaly
V následujících letech se Cato zaměřil na dosažení úřadu cenzora. Souběžně s tím se opakovaně dostával do střetu s některými významnými senátory. V roce 190 př. n. l. ve dvou projevech silně kritizoval někdejšího konzula Quinta Minucia Therma a přispěl k tomu, že mu senát navzdory vítězství nad Ligury nepřiznal triumf. Počátkem roku 189 př. n. l. obžalovali tribunové lidu Catonova bývalého velitele Glabriona z přisvojení značné části kořisti získané v Antiochově táboře. Glabrio, Cato a několik dalších politiků se ucházeli o cenzuru ve volbách konaných v onom roce. Třebaže prameny neoznačují Catona za původce procesu, Livius ho jmenuje jako klíčového svědka. Sám Glabrio se tvrdě ohradil právě proti Catonovi a posléze upustil od své kandidatury. Někdy v téže době čelil obžalobě, týkající se jeho konzulátu, také Cato. Ačkoli nevedla k jeho odsouzení, volby pro něho skončily nezdarem. V témže roce se v hodnosti legáta účastnil vyjednávání s Aitóly.
Scipio Africanus a jeho mladší bratr Lucius Cornelius Scipio mezitím završili válku s Antiochem vítězstvím v bitvě u Magnésie. Lucius, jemuž formálně náleželo velení, oslavil po návratu velkolepý triumf. V roce 187 př. n. l. ho však stihla obžaloba za to, že od krále obdržel 500 talentů stříbra a neodvedl je do státní pokladny. Ani v tomto případě nebyl Cato žalobcem. Antičtí autoři se ale shodují, že podnítil tribuny lidu, aby Lucia obžalovali. V řeči „o penězích krále Antiocha“ (De pecunia regis Antiochi) vyzýval k prošetření věci a zrazoval ostatní tribuny od uplatnění práva veta. Útok fakticky směřoval proti Africanovi, vůči němuž měl Cato dlouhodobě chovat zášť a neustále snižoval jeho zásluhy. O tři roky později pohnal jeden z tribunů před soud dokonce samotného Africana. Namísto obhajoby připomenul Africanus své nezměrné služby Římu, načež se rozhodl řízení ignorovat a odešel do dobrovolného vyhnanství. Tradičně se má za to, že i v této kauze náležela Catonovi role iniciátora.
Ve volbách v roce 184 př. n. l. usilovalo o úřad cenzora pět patricijů a čtyři plebejové, včetně Catona a jeho spojence Flakka. Mezi kandidáty patřili rovněž Lucius Scipio a Scipio Nasica, nicméně Africanův pád zhatil jejich šance na zvolení. Podle Livia vyčníval Cato svými přednostmi nad všemi ostatními uchazeči. Jelikož se obávali jeho přísnosti a zároveň je popuzoval neurozeným původem, spojili se proti němu. I přes odpor nemalé části aristokracie vyslyšel sněm Catonovo volání po obnovení starobylých ctností a potírání neřestí a zvolil ho společně s Flakkem za cenzora.

### Cenzura
Získáním cenzury, nejváženější ze všech republikánských magistratur, stanul Cato na vrcholu své politické kariéry. Mimořádnost jeho úspěchu podtrhovala skutečnost, že ho dosáhl jako homo novus. Svého kolegu Flakka obdařil čestným titulem princeps senatus a ve všech věcech s ním jednal v naprosté shodě. Pouze v záležitostech týkajících se veřejných staveb postupovali z praktických důvodů každý samostatně. Přestože cenzoři měli formálně stejné postavení, z dochovaných pramenů zřetelně vyplývá, že Catonovi náležela při výkonu jednotlivých povinností klíčová role.
Náplň cenzury spočívala především v dohledu nad veřejnými mravy (regimen morum) a sestavování seznamu senátorů. Při provádění revize senátu vyloučili cenzoři z jeho řad sedm mužů, protože je neseznali hodnými členství. Mezi postižené patřil i bývalý konzul Lucius Qunctius Flamininus, bratr „osvoboditele Řecka“ Tita Flaminina. Jeho vyloučení Cato objasnil tím, že Flamininus zabil pro potěchu svého milence jistého galského šlechtice (podle Valeria z Antia se mělo jednat o odsouzeného zločince, jenž měl být popraven). Když Flamininus obvinění popíral, vyzval ho Cato ke složení přísahy, na což nijak nereagoval. Jakéhosi Manilia zbavili členství v senátu proto, že políbil svoji manželku v přítomnosti své dcery a rouhal se při tom.
Prameny neuvádějí, kolika jezdcům odňali cenzoři koně. Plútarchos se zmiňuje, že si Cato vysloužil mnoho nenávisti, když tímto způsobem potrestal Lucia Scipiona. Údajně tak měl učinit, aby zostudil památku tehdy již zesnulého Africana. Pravým důvodem mohla být skutečnost, že se Luciu Scipionovi nedostávalo potřebné kondice ke službě v jezdectvu. Kvůli nedůstojnému chování a fyzické nezpůsobilosti přišel o koně i jezdec jménem Lucius Veturius, jemuž Cato vytýkal, že se pro svoji tloušťku nedokáže udržet v sedle. Občany zanedbávající své polnosti nebo vinice sankcionoval snížením jejich společenského statusu. Ve snaze o potírání nemístného přepychu nařídili cenzoři odhadcům jmění, aby do seznamu majetku zapsali všechny ozdoby, ženské šaty a vozy v hodnotě více než 1500 denárů v ceně desetkrát vyšší. Obdobně dali sepsat i otroky mladší dvaceti let. Na všechny tyto předměty a otroky následně uvalili zvláštní daň.
Svoji přísnost a svědomitost osvědčil také při dohledu nad veřejnými stavbami a správě státního majetku. Jedincům rozvádějícím vodu z vodovodu do svých soukromých domů nebo na pole ji nechal odejmout. Budovy přesahující na státní pozemky nechal strhnout. Zanesené stoky dali cenzoři vyčistit a rozšířit do dalších částí města, včetně Aventinu. Kromě toho vynaložili ohromnou sumu asi 6 000 000 denárů na vydláždění vodních nádrží. Navzdory velkému odporu zakoupil Cato pozemky vedle radnice a zřídil tam baziliku, nazývanou Basilica Porcia, první zastřešenou stavbu určenou ke konání trhů a projednávání soudních pří. Výběr daní (vectigalia) cenzoři pronajali za nejvyšší cenu nabídnutou v aukci. Naopak smlouvy na údržbu stávajících veřejných budov uzavřeli s těmi, kteří požadovali nejméně. Proti tomu se postavili ostatní zájemci a stěžovali si v senátu. Titus Flamininus se jich zastal a prosadil zrušení smluv z důvodu jejich údajné nevýhodnosti pro stát. Zároveň přesvědčil tribuny, aby kvůli tomu Catona obžalovali. Soudní řízení však nejspíše skončilo, aniž by došlo k jeho odsouzení. Cenzoři následně provedli novou aukci a stěžovatele z ní vyloučili.
Catonova cenzura se vyznačovala přehnanou důkladností, důrazem na řádný výkon úředních povinností a úzkostlivým prosazováním zájmů republiky. Úkoly vyplývající ze své funkce se snažil plnit co nejpečlivěji, a to zejména pokud jde o zachování veřejné morálky. Za její největší ohrožení považoval rozmáhající se náchylnost vyšších vrstev k přepychu a marnotratnosti, rozkládající jejich fyzickou a mravní sílu a vedoucí k chamtivosti a korupci. I přes svůj hluboce odmítavý postoj k luxusu nenamítal Cato nic proti bohatství, byť se rezolutně stavěl proti jeho nabytí nečestnými prostředky. Domníval se totiž, že blahobyt občanů je ku prospěchu státu. V souladu s tím měl každý jedinec usilovat o hromadění majetku, nikoli o jeho utrácení. Svojí tvrdostí proti sobě popudil mnohé příslušníky aristokracie. Livius to komentuje tak, že jeho „cenzura byla sice vznešená, ale i plná rozporů, jež ostatně Marcus Porcius, jemuž se všechna ta trpkost přisuzovala, pěstoval vůbec po celý život.“ Nicméně podle Plútarcha vnímal lid jeho boj proti prohlubujícímu se úpadku mravů neobyčejně příznivě a jako vyjádření vděčnosti mu dal postavit sochu.

### Pozdější činnost
Cato zůstal veřejně aktivní a uchoval si značný vliv i v dalších více než třiceti letech po skončení cenzury. V tomto období nevykonával žádný úřad. Musel však odrážet četné žaloby svých protivníků, třebaže z těchto sporů vyšel vždy jako vítěz. Prameny se zmiňují o celkem čtyřiceti čtyřech soudních řízeních vedených proti němu. Naposledy se hájil ještě v roce 154 nebo 153 př. n. l., v samém závěru svého života. Jeho nejaktivnějšími odpůrci byli členové rodu Minuciů Thermů, s nimiž se střetl pravděpodobně čtyřikrát. Dvakrát se potýkal se Serviem Sulpiciem Galbou. Opakovaně se dostával do konfliktu s Quintem Fulviem Nobiliorem, konzulem v roce 153 př. n. l., jehož otce Marka kritizoval počátkem sedmdesátých let.
Nepřátelství vůči své osobě přiživoval tím, že sám vystupoval často v roli žalobce a advokáta. V roce 171 př. n. l. si poselstvo z hispánských provincií stěžovalo v Římě na chování několika bývalých správců. K posouzení údajného vykořisťování provinciálů zřídil senát zvláštní soudní dvůr (recuperatores). Hispánové si směli vybrat čtyři senátory jako své zástupce. Jedním z nich se stal Cato. Jeho řeč proti Publiu Furiu Philovi zapůsobila tak mocným dojmem, že se obžalovaný raději dobrovolně odebral do vyhnanství, aniž by vyčkal rozhodnutí soudu. O téměř dvacet let později Cato obžaloval Lucia Minucia Therma, že se nečestně obohatil ve funkci římského vyslance. Thermus měl společně s dalšími čtyřmi vyslanci zajistit, aby Ptolemaios Euergetés obdržel od svého bratra Ptolemaia Filométora, vládce Egypta, ostrov Kypr. Nejenže se vyslancům nepodařilo svůj úkol splnit, ale Euergetés navíc upadl do zajetí.  Z dochovaných útržků Catonova projevu nevyplývá, čeho přesně se měl Thermus dopustit, ani jak spor skončil. Jedna z jeho posledních řečí mířila proti správci Zadní Hispánie Serviu Sulpiciovi Galbovi (Contra Ser. Galbam), který v rozporu se svým předchozím slibem nechal zmasakrovat a zotročit tisíce Lusitánů. Cato energicky podporoval návrh na Galbovo postavení před soud. Kolem celé záležitosti se rozvinul zuřivý spor. Sám Galba pronesl na svoji obhajobu tři projevy a patrně se uchýlil k uplácení, načež lidové shromáždění návrh zamítlo.
V ostatních věcech bývá několikrát zmiňována Catonova řeč ve prospěch lex Voconia. Návrh tohoto zákona, předložený v roce 169 př. n. l., obsahoval dvě ustanovení upravující nakládání s majetkem při pořízení závěti. Podle prvního z nich nemohl zůstavitel, jehož majetek dosahoval hodnoty alespoň 100 000 assů, ustanovit ženu jediným dědicem. Druhé stanovilo, že žádný jedinec nemohl nabýt odkazem většího majetku než dědicové. Jaké pohnutky vedly Catona k podpoře lex Voconia, ani jaký byl účel návrhu, nelze z pramenů dovodit. Zřejmě se jednalo o reakci na skutečnost, že rostoucí počet římských žen disponoval poměrně velkým majetkem. Zároveň s tím se snižoval počet tradičních manželství, kdy se žena se svým jměním odevzdávala v moc svého manžela. Narůstal naopak počet manželství, v nichž si ponechávala nad svým majetkem kontrolu.
V roce 155 př. n. l. se do Říma dostavilo poselstvo z Athén, sestávající ze zástupců tří hlavních filosofických škol: akademika Karneada, stoika Diogena a peripatetika Kritolaa. Svými přednáškami si v Římě získali značnou pozornost a věhlas. Senát projednával jejich věc nadmíru zdlouhavě, čímž ještě prodlužoval jejich pobyt. Catona dráždil zejména Karneadés, nalézající mezi mladými Římany nadšené posluchačstvo. Naléhal proto na rychlé rozhodnutí, aby filosofové nekazili římskou mládež a vrátili se do Řecka.
O dva roky později zvolili Římané jednoho ze svých tehdy nejzdatnějších velitelů Marka Claudia Marcella potřetí konzulem, neboť se měl v Hispánii vypořádat s vážnou vojenskou krizí. Svůj předchozí konzulát zastával Marcellus teprve nedávno, takže porušil pravidlo zakazující vykonávat tento úřad více než jednou za deset let. V návaznosti na tuto událost se Cato vyslovil proti tomu, aby mohl být kdokoli podruhé konzulem.
Cato se nepochybně účastnil četných debat v senátu o diplomatických akcích vůči okolním státům. Využíval při tom své nezměrné vážnosti, umocněné požehnaným věkem, jakož i přesvědčivosti projevu. Během pobytu pergamského vládce Eumena II. v Římě v roce 172 př. n. l. dal průchod své nelibosti vyvěrající ze snahy ostatních senátorů vlichotit se v královu přízeň. Když se po skončení třetí makedonské války radil senát v roce 167 př. n. l., jak naložit s poraženou Makedonií, Cato trval na tom, aby Makedoňané zůstali svobodní, protože není možné je chránit (De Macedonia liberanda). Senát se posléze usnesl na rozdělení makedonského království na čtyři nezávislé republiky. V témže roce se Cato zastal římských spojenců Rhoďanů, ačkoli se v průběhu uplynulého konfliktu drželi stranou a někteří z nich projevovali sympatie k Makedoňanům. V roce 150 př. n. l. se Scipio Aemilianus obrátil z Polybiova podnětu na Catona a přimlouval se za propuštění achajských rukojmí, zadržovaných v Itálii od porážky Makedonie. Senátoři se nedokázali shodnout, jaké v této věci zaujmout stanovisko. Teprve Catonova intervence je přiměla rukojmí propustit.

### Podněcování války s Kartágem
Mírová smlouva sjednaná v závěru druhé punské války stanovila, že Kartáginci nesmí vést válku bez souhlasu Římanů. Této skutečnosti zneužíval numidský král Masinissa, který v následujících desetiletích podnikal se vzrůstající opovážlivostí útoky na kartaginské území a zabíral je pro sebe. Kartáginci se opakovaně obraceli na Římany se žádostí o rozsouzení jejich sporu s Masinissou. Komise vysílané senátem k vyšetření věci však pokaždé rozhodly ve prospěch krále.
Po jednom z incidentů dorazilo v roce 152 př. n. l. do severní Afriky římské poselstvo, jehož členem byl i Cato. Emisaři žádali obě strany, aby se podřídily jejich rozhodnutí. Jelikož Kartáginci jejich nabídku odmítli a trvali na vydání území obsazeného Numiďany, poslové se odebrali zpět do Říma. Ještě předtím si stihli prohlédnout Kartágo a ke svému překvapení zjistili, že se těší nevídané prosperitě, oplývá zbraněmi a nadbytkem bojeschopných mužů. Po svém návratu varoval Cato senát, že Římané nemohou být v bezpečí, dokud Kartágo nebude zničeno, a trval na tom, že je třeba mu vyhlásit válku. Aby svému projevu dodal na vážnosti, upustil v jeho závěru na zem několik libyjských fíků. Když se senátoři podivovali jejich velikosti a kráse, prohlásil, že země, která rodí takové ovoce se nachází jen tři dny plavby od Říma. Od té doby zakončoval každou svou řeč na půdě senátu slovy: Ceterum censeo Carthaginem esse delendam („Ostatně myslím, že Kartágo musí být zničeno“).
I přes Catonovo přesvědčování váhali Římané s vypovězením války, protože postrádali spravedlivý důvod k jejímu rozpoutání. Příležitost se jim naskytla o několik málo let později, kdy se Kartáginci pokusili čelit Masinissově rozpínavosti vojenskou silou, nicméně ve velké bitvě mu podlehli. Kromě toho, že ztratili celou armádu, porušili také ujednání mírové smlouvy s Římany, čímž jim zavdali záminku k obnovení nepřátelství. Cato se římského vítězství a následného vyvrácení Kartága nedožil, neboť zemřel nedlouho po vypuknutí třetí punské války v roce 149 př. n. l.

## Dílo
Cato starší byl prvním, kdo psal spisy latinsky. Jeho projevy prosluly svou propagací všeho římského, a odmítáním cizího – především řeckého vlivu. Prakticky ho lze považovat za zakladatele latinsky psané prózy, ta doposud byla psána řecky. Odmítal zdobení žen a život v přepychu.
Jeho literární činnost je velmi rozsáhlá. Z jeho řečí se nám nezachovala ani jediná kompletní (v době Cicerona jich bylo asi 150), jako řečník působil v politice a před soudem. Své nejslavnější v pozdním věku vydal.
- Origines, Počátky. Dochovaly se pouze zlomky. Spis obsahuje 7 knih o dějinách Říma od nejstarších dob až do r. 151 př. n. l.. Druhá a třetí kniha obsahují počáteční historii jednotlivých měst. Čtvrtá kniha je o punské válce, pátá kniha o válce s Hanibalem. Zvláštností tohoto díla je, že neuváděl jména vojevůdců, ale pouze jejich úřady. V tomto díle se věnoval i kulturním dějinám Říma. Uvedl zde i některé svoje projevy.
- Praecepta ad filium, rady synovi – první latinsky psaná encyklopedie. Není známo, zda její součástí bylo Carmen de moribus tj. sbírka výroků o mravech, nebo zda se jedná o samostatné dílo.
- De agri cultura – O rolnictví. Zachován pouze v pozdějších přepisech.
- Orationes
- De re militari
- De lege ad pontifices auguresque spectanti
- Historia Romana litteris magnis conscripta
- Carmen de moribus
- Apophthegmata